# هيليسين
الهيليسينات في الكيمياء العضوية هي مركبات عطرية متعددة الحلقات تندمج فيها الحلقات في الموقع أورثو بحيث يتحلق البنزين أو العطريات الأخرى بشكل زاوي لتعطي جزيئات ذات شكل لولبي.
جذبت كيمياء مركبات الهيليسين اهتماماً كبيراً بسبب خواصها البصرية والمطيافية.

## التحضير
ورد ذكر بنية الهيليسين لأول مرة من قبل الكيميائي ياكوب مايزنهايمر Jakob Meisenheimer سنة 1903 كناتج اختزال لمركب 2-نترونفثالين. ثم حُضّر [5]هيليسين سنة 1918؛ تلا ذلك تحضير [6]هيليسين سنة 1955 من قبل ميلفن سبنسر نيومان Melvin Spencer Newman وزميله ليدنايسر Lednicer بأسلوب تضمن إغلاق حلقتين مركزيتين عن طريق تفاعل فريدل-كرافتس لمركبات أحماض كربوكسيلية. ومنذ ذلك الحين ظهرت عدة وسائل وطرق لتحضير الهيليسينات بأطوال ومستبدلات مختلفة.
فعلى سبيل المثال استخدمت طريقة التفاعل الحلقي الإلكتروني المؤكسد المحفز ضوئياً لمركب طليعي من /نمط الستيلبين من أجل تحضير [14]هيليسين. كما يمكن استخدام طريقة تفاعل التبادل الأوليفيني، والتي استخدمت لتحضير [5]هيليسين من تفاعل مركب ثنائي الفاينيل (يحضر من 1،1'-بي-2-نفثول (BINOL) بعدة خطوات) مع حفاز غرابز من الجيل الثاني:
هناك أيضاً أسلوب آخر لا يعتمد على التحفيز الضوئي ومبني على تجميع مركبات بيفينيليل النفثالين وإجراء تفاعل تحلق تصاوغي مضاعف بشكل يؤدي إلى الحصول على عدة مركبات من [6]هيليسين:

## مجالات الاستخدام
درست مركبات الهيليسين وخواصها من أجل تطبيقات محتملة لها في البصريات اللاخطية، والاستقطاب الدائري، والتحفيز العضوي، والتحليل البنيوي الشكلي واليدوي للمركبات العضوية، وفي مجال المستشعرات الكيميائية، بالإضافة إلى تطبيقات كيميائية مخبرية مثل تفاعلات الاستبدال بذرات غير متجانسة.

## اقرأ أيضاً
- أسينات
- سيركولينات